# Tuzla Belediye Stadyumu
Tuzla Belediye Stadyumu – stadion piłkarski w Tuzli (aglomeracja Stambułu), w Turcji. Został otwarty w 1994 roku. Może pomieścić 2000 widzów. Swoje spotkania rozgrywają na nim piłkarze klubu Tuzlaspor.